# 拉丁美洲及加勒比地區互聯網地址註冊管理機構

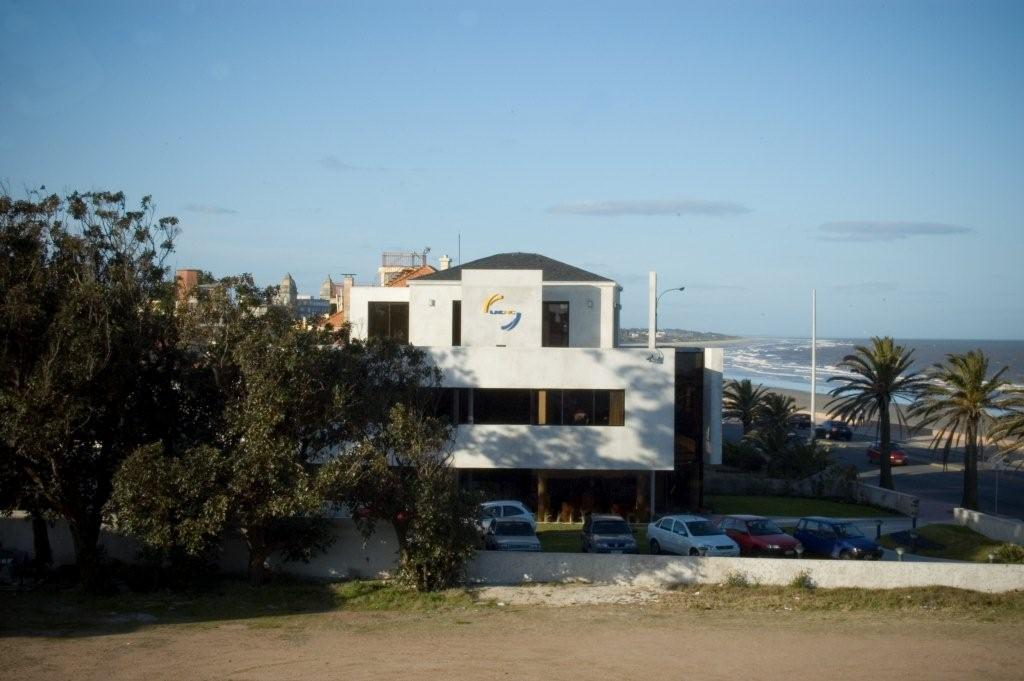
位于乌拉圭蒙得维的亚的LACNIC办公楼。

拉丁美洲和加勒比网络信息中心 （简称：LACNIC，西班牙语：Registro de Direcciones de Internet para América Latina y Caribe ，葡萄牙语：Registro de Endereçamento da Internet para América Latina e Caribe ）是拉丁美洲和加勒比地区的区域互联网注册机构地区。
LACNIC 提供支持互联网全球运营的号码资源分配和注册服务。它是一个非营利的会员制组织，其成员包括互联网服务提供商和类似组织。

## 职能
LACNIC 的主要功能：
- 分配IPv4和IPv6地址空间以及自治系统编号
- 维护拉丁美洲和加勒比地区的公共Whois 数据库
- 反向DNS委托
- 在全世界上代表拉丁美洲和加勒比互联网社区的利益

## 形成
自 1993 年以来，拉丁美洲的学术组织（如 ENREDO – Foro de Redes de América Latina y el Caribe）讨论了拉丁美洲独立于美国影响的注册的必要性。 1998 年在巴拿马举行的一次 ENRED 会议（包括 NIC-MX）中讨论了这个主题，他们了解到CABASE（Cámara Argentina de Base de Datos y Servicio en Línea）和ECOM-LAC （Latin America and Caribbean）等由商业组织组成的互联网学术组织和电子商务联合会）也在讨论建立拉丁美洲注册机构设想。
1998年1月30日，时任克林顿总统政策制定高级顾问的Ira Magaziner发布了一份会谈文件，被称为继DNS 根权限事件后的“绿皮书”。而被称为“白皮书“的修订版则于6月5日发布。 该文件提出了一个新的组织来处理互联网资源（即后来的ICANN ）。国际论坛就白皮书问题组织了四次会议，最后一次在布宜诺斯艾利斯举行时，南美通讯组织也参加了会议。
加入ECOM-LAC的组织认为，拉丁美洲的 IP 地址可以由当地实体处理，并于 1999 年 8 月 22 日在第二次 ICANN 会议期间在智利圣地亚哥签署了创建 LACNIC 的协议。
临时委员会由六名成员组成：
- AHCIET（伊比利亚美洲研究中心和电信公司协会），Raimundo Beca
- CABASE（阿根廷数据库和在线服务商会），Jorge Plano，后来被 Oscar Messano 取代
- CGI.br，何塞·路易斯·里贝罗
- ENRED（拉丁美洲和加勒比网络论坛），Julian Dunayerich；后来被劳尔·埃切维里亚换下
- NIC.mx（NIC 墨西哥），德国瓦尔迪兹
- ECOM-LAC，法比奥·马里尼奥

组建LACNIC的计划于1999年8月26日提交给了 ICANN 临时董事会主席Esther Dyson ，业务计划也提交给了ARIN 。制定了法规，并决定将LACNIC总部设在蒙得维的亚，技术人员和设备则设在圣保罗。LACNIC成立于 2001 年，在乌拉圭蒙得维的亚设有行政办公室，技术设施由圣保罗的 CGI.br 提供。 ICANN 在 2002 年的上海会议上正式认可了新区域互联网注册管理机构的标准 。 

## 倡议
- 2004FRIDA项目 - 在各种国际机构的帮助下，提供与技术中的性别平等等各种问题相关的赠款。 [8] [9]
- 2013AMPARO项目 - 开始通过培训研讨会解决整个地区的网络安全问题。 [10] [11]

## 国家 - LACNIC 地区
| - Argentina - Aruba - Belize - Bolivia - Brazil - Chile - Colombia - Costa Rica | - Cuba - Curaçao - Dominican Republic - Ecuador - El Salvador - Falkland Islands - French Guiana (France) - Guatemala - Guyana | - Haiti - Honduras - Mexico - Netherlands, (Caribbean) (Bonaire, Saba, Sint Eustatius) - Nicaragua - Panama - Paraguay - Peru | - Saint Martin - Sint Maarten - South Georgia and the South Sandwich Islands (UK) - Suriname - Trinidad and Tobago - Uruguay - Venezuela |

## 会员资格
如今，LACNIC在以下类别中共有 8,500 多名成员：
1. 活跃的创始成员：AHCIET、CABASE、CGI-Br、eCOMLAC、ENRED、NIC-Mx
2. 活跃的成员
直接从LACNIC或通过国家注册机构巴西網絡信息中心和墨西哥網絡信息中心间接获得IP地址空间的人，以及从ARIN获得与分配给LACNIC的地址空间相对应的地址空间并申请的人。
3. 坚持成员：
  - 位于LAC地区或主要在LAC开展活动的组织，这些组织参与互联网开发和/或由互联网服务提供商组成，对该地区的互联网相关政策做出相关贡献，同意 LACNIC 的目标并申请加入。
  - 管理不属于LAC的地址空间的IP地址且地理位置位于LAC区域的组织
  - 由LACNIC成员大会决定指定的任何个人、公司或机构，以表彰他们为促进LACNIC的目标而开展的活动。
  - 为支持LACNIC做出重大财务贡献的任何自然人或法人。
  - 仅收到ASN的组织不会成为LACNIC成员。

## 号码资源组织
与其他 RIR 一样，LACNIC 是号码资源组织 (NRO)的成员，该组织的存在是为了保护未分配号码资源池，促进和保护自下而上的政策制定过程，并作为输入到RIR 系统。